# Mathieu Gijbels
Mathieu Gijbels (10 oktober 1963) is een Belgisch voormalig voetballer die speelde als middenvelder.

## Carrière
Gijbels speelde voor Dessel Sport, Gerhees Oostham, KFC Winterslag, KRC Genk, Verbroedering Geel en Excelsior Heppen.